# 兵庫県道344号奥山精道線
兵庫県道344号奥山精道線（ひょうごけんどう344ごう おくやませいどうせん）は、兵庫県芦屋市を通る一般県道である。

## 概要
芦屋市奥山から芦屋市精道町に至る。

### 路線データ
- 起点：芦屋市奥山（芦有ドライブウェイ起点）
- 終点：芦屋市精道町（精道交差点、国道43号交点）
- 総延長：約5.106 km

## 路線状況
起点となる芦屋市奥山は芦屋カンツリー倶楽部の出入口となっている道路と芦屋川の交点付近である。程なく芦有ドライブウェイ芦屋ゲート側との分岐地点に差し掛かり、以降芦屋浄水場前交差点付近までは峻険な山道を下る。以降は住宅街を下り、山手幹線、国道2号（国道171号重複）、鳴尾御影線との交差点を経て国道43号との交点である精道交差点で終点となる。
車道は全区間で片側1車線が確保されているが、歩道は一部区間を除き狭隘である。

### ライト坂
芦屋浄水場前交差点から開森橋交差点間の急な坂は、沿道にある旧山邑家住宅（ヨドコウ迎賓館）を設計したフランク・ロイド・ライトの名前から「ライト坂」と呼ばれ、1999年（平成11年）に芦屋市が公募し、同区間の道路の愛称が「ライト坂」に決定された。
同区間はフェード現象による事故が多発している。

### 道路施設

#### 橋梁
- 弁天橋（芦屋川、芦屋市）

### 通過する路線バス
- 阪急バス

## 地理

### 通過する自治体
- 芦屋市

### 交差する道路
| 交差する道路           | 交差する場所             | 交差する場所       |
| ---------------------- | ------------------------ | ------------------ |
| 芦有ドライブウェイ     | 奥山                     | 起点               |
| 山手幹線               | 松ノ内町                 | 松ノ内町西交差点   |
| 国道2号 国道171号 重複 | 業平町（なりひらちょう） | 業平橋東詰交差点   |
| 鳴尾御影線             | 公光町                   | 芦屋警察署前交差点 |
| 国道43号               | 精道町                   | 精道交差点 / 終点  |

### 交差する鉄道
- 山陽新幹線
- 阪急神戸本線
- 東海道本線

### 沿線
- 奥池
- 奥山浄水場
- 芦屋市立山手小学校
- 旧山邑家住宅（ヨドコウ迎賓館）
- 開森橋
- 阪急神戸本線 芦屋川駅
- 大正橋
- JR西日本東海道本線 芦屋駅
- 芦屋市民センター
- 業平橋
- 芦屋警察署
- 公光橋
- 阪神本線 芦屋駅
- 芦屋市役所
- 芦屋市立精道小学校
- 芦屋川橋